# Бушар, Анри
Анри Бушар (фр. Henri Bouchard; 13 декабря 1875[…], Дижон — 30 ноября 1960[…], Париж) — французский скульптор и медальер.

## Биография
Родился в 1875 году в Дижоне в семье плотника.
Учился ремеслу скульптора сперва в Школе изящных искусств Дижона (у Франсуа Дамерона), а затем в Париже: сперва в Академии Жюлиана, затем, в 1889—1894 годах, в Высшей национальной школе декоративных искусств в мастерской у Эктора Лемера, и наконец, в Высшей школе изящных искусств Парижа, в мастерской у Луи Эрнеста Барриа.
В 1901 году получил Римскую премию первой степени в области скульптуры, после чего, по условиям премии, получил возможность отправиться в Рим, где с 1902 по 1906 год жил и работал на Вилле Медичи, где располагалась Французская академия. В период проживания в Риме, Бушар совершил несколько поездок по Италии, а также путешествия в Марокко, Грецию и Тунис.
Вернувшись в 1906 году во Францию, Бушар поселился в Париже, на Монпарнасе. Создавал скульптуры в реалистическом, суховатом стиле; часто обращался в них к «зарисовкам» из жизни рабочего класса. Накануне Первой мировой войны, в 1911—12 годах, совершил два путешествия по Европе, посетив такие страны, как Германия, Великобритания, Бельгия и Нидерланды. В 1913 году женился на художнице Сюзанне Шнеллер (существует бюст Сюзанны работы Бушара). В этом браке родилось трое детей.
Кавалер ордена Почетного легиона (1914).
В 1910—17 годах был профессором Академии Жюлиана (с перерывом на воинскую службу во время войны). С работами Бушара был хорошо знаком Шадр, обучавшийся в Париже в эти же годы в «конкурирующей» Академии Гран-Шомьер.
Во время Первой мировой войны Бушар, вместе со многими другими художниками и скульпторами, служил в Амьене, в маскировочном отделении французской армии, где, под руководством художника-символиста Гирана де Севолы, изготовлял армейский камуфляж.
В 1924 году Бушар построил собственный дом с мастерской в парижском пригороде Отёй, где работал в дальнейшем.
В 1925 году демонстрировал ряд своих работ на Всемирной выставке в Париже.
В 1928—29 годах Бушар был профессором Высшей школы декоративных искусств, а в 1929—45 годах — профессором Высшей школе изящных искусств Парижа. Таким образом, за годы своей карьеры Бушар последовательно занимал профессорские должности в трёх парижских учебных заведениях для деятелей искусства, в которых он ранее сам учился (в таком же порядке).
В 1930 году Бушар был избран иностранным членом Королевской академии изящных искусств Антверпена (вместо скончавшегося скульптора Антуана Бурделя). В 1939 году был избран иностранным членом Королевской академии изящных искусств Брюсселя.
Академик (действительный член) Академии изящных искусств Франции по секции скульптуры (1933).
В годы Второй мировой войны Бушар был видным коллаборационистом, сторонником правительства Виши. В 1941 году, по приглашению немцев, оккупировавших северную часть Франции, он, вместе с одиннадцатью другими художниками, посетил Германию в рамках торжественной ознакомительной поездки. После возвращения во Францию Бушар писал в журнале «L’Illustration», что в Германии он «лично увидел» почти «волшебную жизнь, которую правительство Рейха умело создаёт для своих художников, которые, кажется, являются любимыми детьми германской нации».
В награду за лояльность, в 1940—45 годах Бушар был президентом Салона французских художников. Неудивительно, что после войны Бушар перестал быть «любимым ребёнком французской нации». Некоторое время он находился под следствием, покинул профессорский пост в Академии и должность президента Салона французских художников, однако серьёзным взысканиям не подвергся.
Скончался скульптор Бушар в 1960 году. После его кончины в мастерской скульптора в Париже был открыт мемориальный музей Бушара. В 2006 году весь комплекс экспонатов парижского музея-мастерской (более 1 300 единиц хранения) был перенесён в Художественный музей города Рубе («Ла-Пишине»), где интерьер мастерской был затем смонтирован в экспозиции в формате, отсылающем к первоначальному, и повторно открыт для посещения в 2018 году.

## Галерея

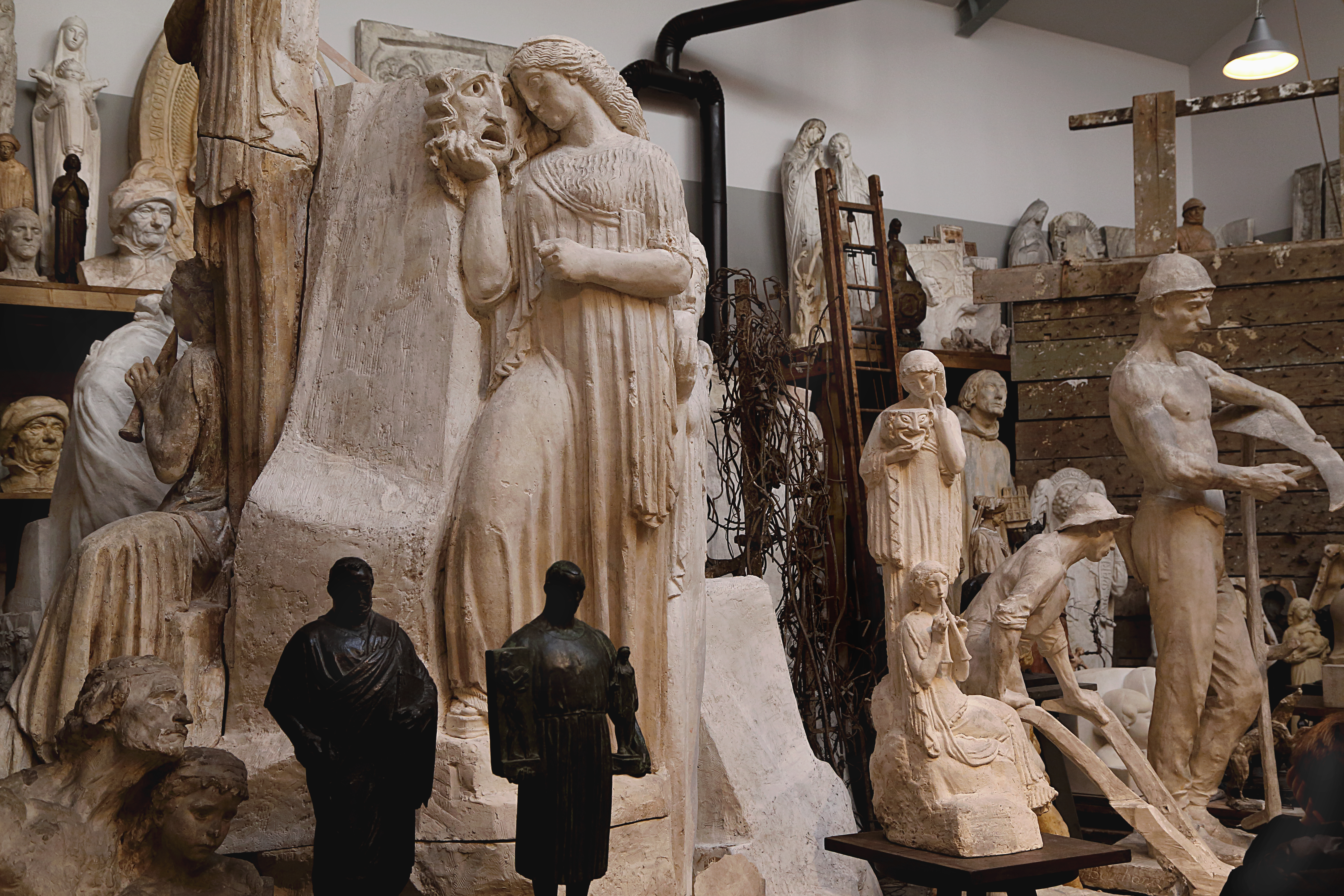
Реконструированный интерьер мастерской Бушара с его работами. Художественный музей, Рубе
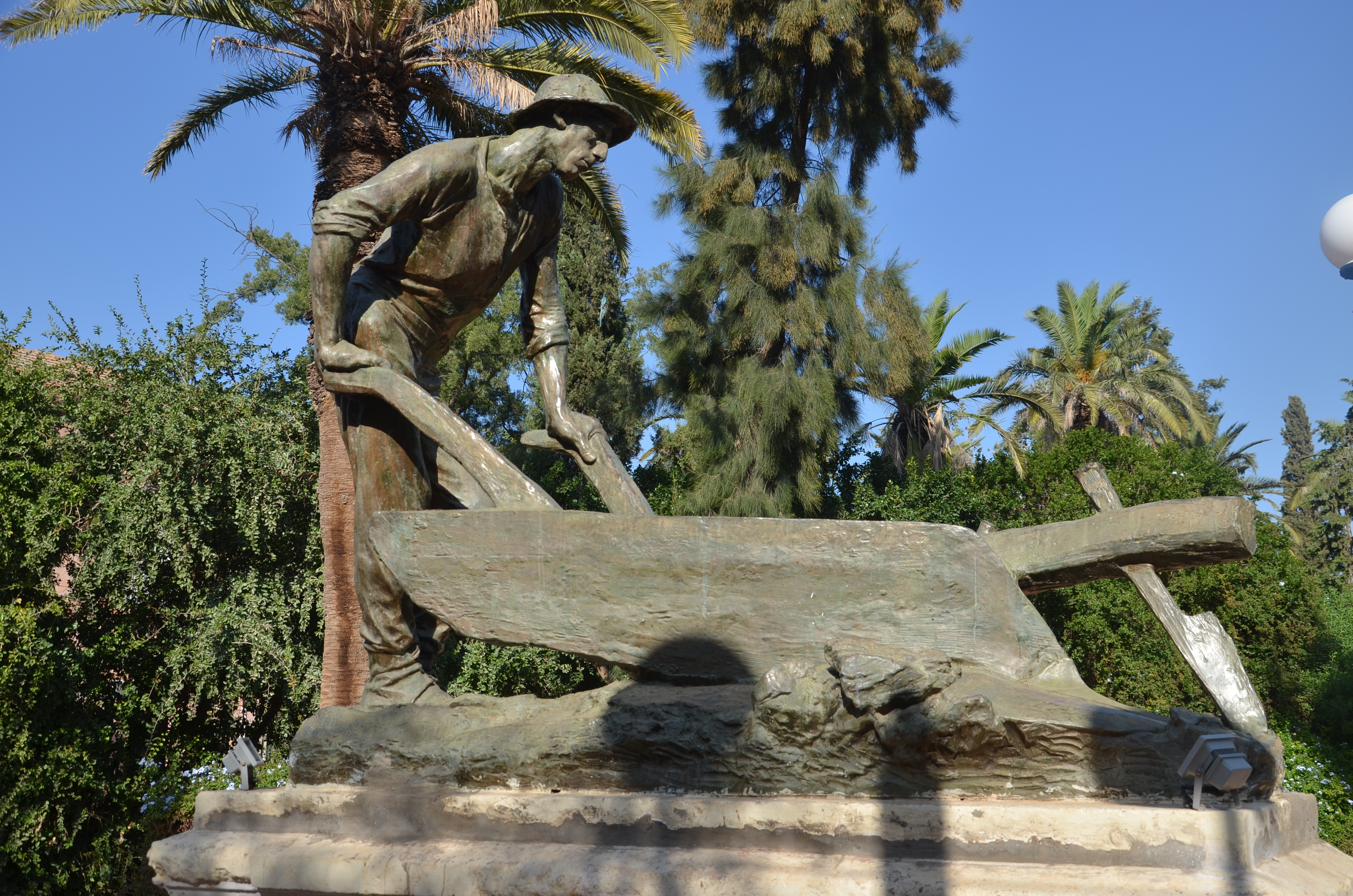
Пахарь, Алжир
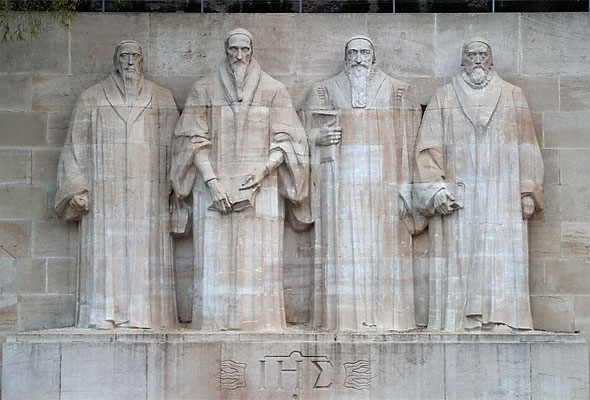
Стена Реформации, Женева (центральная часть; соавторы статуй — Поль Ландовски и Анри Бушар)
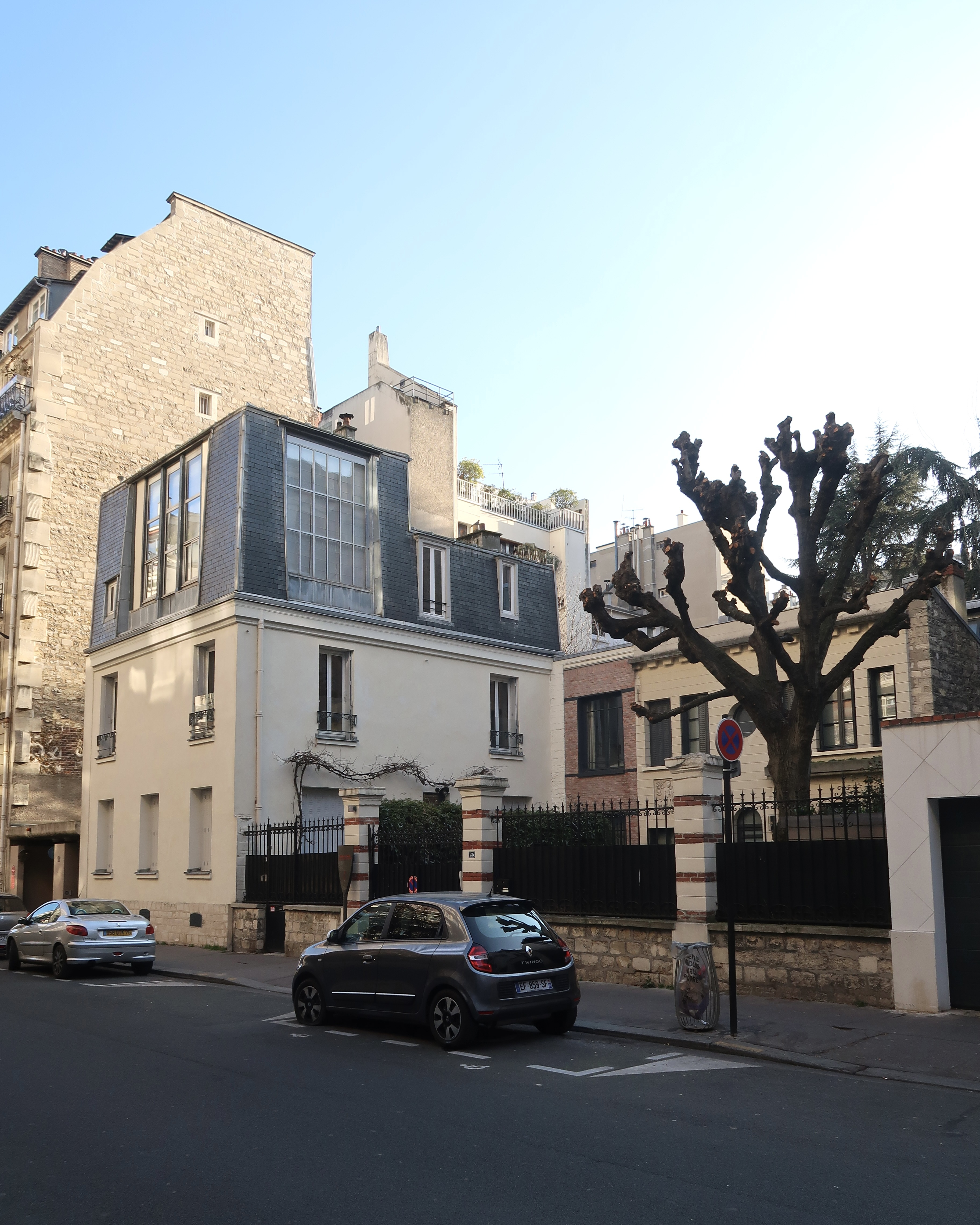
Здание мастерской (ранее — музей) Бушара в Париже
Памятник Неизвестному солдату в память о погибших за Францию в Первой мировой войне, Пантеон (Париж)
Вид центральной части памятника
Общий вид
Аполлон Мусагет, дворец Шайо, Париж